# Hairway to Steven
Hairway to Steven — четвёртый студийный альбом американской музыкальной группы Butthole Surfers, выпущенный весной 1988 год под независимым лейблом Touch and Go. Hairway to Steven является последней пластинкой, в записи которой принимала участие барабанщица Тереза Тейлор.

## Об альбоме
В отличие от предыдущих записей, где звучание основывалось, в большей степени на партиях электрогитары, баса и двойных партиях ударных, при записи Hairway to Steven музыканты обильно использовали акустическую гитару. В целом, альбом получил положительные отзывы и высокие оценки критиков.

## Список композиций
Все песни написаны группой Butthole Surfers.
| №  | Название                               | Длительность |
| -- | -------------------------------------- | ------------ |
| 1. | «Jimi»                                 | 12:38        |
| 2. | «Ricky»                                | 2:36         |
| 3. | «I Saw an X-Ray of a Girl Passing Gas» | 4:56         |

| №  | Название         | Длительность |
| -- | ---------------- | ------------ |
| 1. | «John E. Smoke»  | 6:40         |
| 2. | «Rocky»          | 3:45         |
| 3. | «Julio Iglesias» | 3:05         |
| 4. | «Backass»        | 6:07         |
| 5. | «Fart Song»      | 1:35         |